# Ivan Cloulas
Pour les articles homonymes, voir Cloulas.
Ivan Cloulas, né le 26 décembre 1932 à Saint-Junien (Haute-Vienne) et mort le 2 juin 2013 à Saint-Arnoult dans le Calvados, est un historien et archiviste français, spécialiste de l'histoire de la Renaissance.

## Biographie

### Famille
Ivan Cloulas est issu d'une famille d'industriels (famille Cloulas) installée à Saint-Junien, créateurs d'une ganterie, l'entreprise familiale fermera à la suite du déclin de l'industrie gantière.
Il épouse Annie Brousseau, historienne d'art et hispaniste.

### Études et carrière professionnelle
Ivan Cloulas fait ses études à Saint-Junien, puis à Limoges et à Paris, au lycée Henri-IV, à l'École nationale des chartes et à la faculté des lettres. Il est docteur en lettres (histoire).
Ayant obtenu le prix de la meilleure thèse au sein de sa promotion, il est envoyé à l'École française de Rome dont il est membre de 1957-1959. Durant la guerre d'Algérie, il est appelé pour accomplir son service militaire qu'il effectue pendant un peu plus de deux ans principalement dans les Aurès.
Il est conservateur aux Archives nationales, membre de la Casa de Velázquez (1965-1968), directeur des Archives départementales de l'Eure (1968-1972), chargé du service informatique aux Archives nationales (1972-1985), conservateur en chef de la section ancienne des Archives nationales (1985) et conservateur général du patrimoine (1990-1999).
Il s'établit à Touques (Calvados) en 1973, dont il crée le blason.
Il décrit l'étude de Catherine de Médicis et de son époque comme le fil conducteur de ses recherches ultérieures. Son livre consacrée à cette reine de France et publié en 1979 connaît un certain succès de librairie et lui vaut le grand prix Gobert. Par la suite, il publiera toute une série de travaux et de recherches sur l’Italie au temps des Borgia et sur plusieurs grands acteurs de la Renaissance tel le pape Jules II. Ses ouvrages ont été traduits dans diverses langues.

## Publications
- Catherine de Médicis, Fayard, 1979 grand prix Gobert
- Laurent le Magnifique, Fayard, 1982 prix du Nouveau cercle, prix Renaissance, prix Monseigneur-Marcel
- Henri II, Fayard, 1985 grand prix Gobert
- Les Borgia, Fayard, 1987
- Sur la trace des Dieux, Albin Michel, 1989
- Philippe II, Fayard, 1992
- Jules II : le pape terrible, Fayard, 1992
- Savonarole, Fayard, 1994
- Chambord, rêve des rois, Nathan-CNMHS, 1996
- Diane de Poitiers, Fayard, 1997
- Renaissance française, La Martinière, 1997
- Catherine de Médicis : la passion du pouvoir, Tallandier, 1999
- La Reine Bérangère et Richard Cœur de Lion, Hachette, 1999
- Les Châteaux de la Loire, Hachette, 1999
- Charles VIII et le mirage italien, Paris, Albin Michel, coll. « L'Homme et l'événement », 1986, 277 p. (ISBN 2-226-02664-9).
- Traduction et présentation des Mémoires d'un pape de la Renaissance : les Commentarii de Pie II, Tallandier, 2001 (avec Vito Castiglione-Minischetti)
- Dans le secret des Borgia, Tallandier, 2003 (avec Vito Castiglione et Joseph Turmel)
- Les Châteaux de la Loire au temps de la Renaissance, Hachette, 2003
- César Borgia, Tallandier, 2005
- Les Borgia, collection Pluriel, Hachette Pluriel, 2012, 522 p.

## Distinctions
- Chevalier de la Légion d'honneur
- Officier de l'ordre national du Mérite
- Commandeur de l'ordre des Arts et des Lettres